# Typhulochaeta japonica
Typhulochaeta japonica är en svampart som beskrevs av S. Ito & Hara 1915. Typhulochaeta japonica ingår i släktet Typhulochaeta och familjen Erysiphaceae.   Inga underarter finns listade i Catalogue of Life.